# Juho Mikkonen
Juho Mikkonen (* 28. Dezember 1990 in Kuhmo) ist ein ehemaliger finnischer Skilangläufer.

## Werdegang
Mikkonen trat von 2009 bis 2018 vorwiegend beim Scandinavian Cup an. Dabei erreichte er vier Top-Zehn-Platzierungen, darunter zwei zweite Plätze. Sein erstes Weltcuprennen lief er im März 2009 in Lahti, welches er auf dem 62. Platz im Sprint beendete. Bei den U23-Weltmeisterschaften 2013 in Liberec gewann er Silber im Sprint. Seine ersten Weltcuppunkte holte er im Februar 2014 in Toblach mit dem zehnten Platz im Sprint. Bei den Olympischen Winterspielen 2014 in Sotschi belegte er den 43. Rang im Sprint. Bei den finnischen Skilanglaufmeisterschaften 2014 in Vantaa gewann er Bronze im Sprint. Zu Beginn der Saison 2014/15 kam er bei der Nordic Opening in Lillehammer auf den 52. Platz. Im Februar 2015 siegte er beim Finlandia-hiihto über 50 km klassisch. In der Saison 2015/16 kam er bei sieben Teilnahmen im Weltcup, zweimal in die Punkteränge. Bei den finnischen Meisterschaften 2016 gewann er über 7,5 km klassisch und in der Verfolgung jeweils Bronze und über 50 km klassisch Silber. Im Sprint wurde er finnischer Meister. Im Februar 2016 belegte er den dritten Platz beim Finlandia-hiihto über 42 km klassisch.
In der Saison 2018/19 gewann er den Finlandia-hiihto über 50 km Freistil und das Vuokatti hiihto über 50 km Freistil. Nach Platz 46 beim Ruka Triple zu Beginn seiner letzten Saison 2020/21, lief er bei der Tour de Ski 2021 auf den 39. Platz und bei den nordischen Skiweltmeisterschaften 2021 in Oberstdorf auf den 57. Platz im Sprint und jeweils auf den 43. Rang im Skiathlon und im 50-km-Massenstartrennen.

## Siege bei Worldloppet-Cup-Rennen
| Nr. | Datum            | Ort   | Rennen           | Disziplin                  |
| --- | ---------------- | ----- | ---------------- | -------------------------- |
| 1.  | 24. Februar 2019 | Lahti | Finlandia-hiihto | 50 km Freistil Massenstart |

## Platzierungen im Weltcup

### Weltcup-Statistik
Die Tabelle zeigt die erreichten Platzierungen im Einzelnen.
- 1.–3. Platz: Anzahl der Podiumsplatzierungen
- Top 10: Anzahl der Platzierungen unter den ersten zehn
- Punkteränge: Anzahl der Platzierungen innerhalb der Punkteränge
- Starts: Anzahl gelaufener Rennen in der jeweiligen Disziplin
- Hinweis: Bei den Distanzrennen erfolgt die Einordnung gemäß FIS.

| Platzierung         | Distanzrennen a | Distanzrennen a | Distanzrennen a | Distanzrennen a | Distanzrennen a | Skiathlon Verfolgung | Sprint | Etappen- rennen b | Gesamt | Team c | Team c  |
| Platzierung         | ≤ 5 km          | ≤ 10 km         | ≤ 15 km         | ≤ 30 km         | > 30 km         | Skiathlon Verfolgung | Sprint | Etappen- rennen b | Gesamt | Sprint | Staffel |
| ------------------- | --------------- | --------------- | --------------- | --------------- | --------------- | -------------------- | ------ | ----------------- | ------ | ------ | ------- |
| 1. Platz            |                 |                 |                 |                 |                 |                      |        |                   |        |        |         |
| 2. Platz            |                 |                 |                 |                 |                 |                      |        |                   |        |        |         |
| 3. Platz            |                 |                 |                 |                 |                 |                      |        |                   |        |        |         |
| Top 10              |                 |                 |                 |                 |                 |                      | 2      |                   | 2      | 1      | 3       |
| Punkteränge         |                 |                 | 2               |                 |                 |                      | 10     |                   | 12     | 4      | 3       |
| Starts              |                 | 3               | 13              |                 | 1               | 6                    | 42     | 4                 | 69     | 4      | 3       |
| Stand: Karriereende |                 |                 |                 |                 |                 |                      |        |                   |        |        |         |

### Weltcup-Gesamtplatzierungen
| Saison  | Gesamt | Gesamt | Distanz | Distanz | Sprint | Sprint |
| Saison  | Punkte | Platz  | Punkte  | Platz   | Punkte | Platz  |
| ------- | ------ | ------ | ------- | ------- | ------ | ------ |
| 2013/14 | 26     | 114.   | -       | -       | 26     | 60.    |
| 2014/15 | 64     | 78.    | -       | -       | 64     | 36.    |
| 2015/16 | 24     | 101.   | -       | -       | 24     | 57.    |
| 2016/17 | -      | -      | -       | -       | -      | -      |
| 2017/18 | 11     | 128.   | -       | -       | 11     | 70.    |
| 2018/19 | -      | -      | -       | -       | -      | -      |
| 2019/20 | 16     | 113.   | 5       | 88.     | 11     | 73.    |
| 2020/21 | 58     | 68.    | 21      | 61.     | 27     | 47.    |